# Camembert (plaats)
Camembert is een gemeente in het Franse departement Orne (regio Normandië) en telt 170 inwoners (2020). De plaats maakt deel uit van het arrondissement Mortagne-au-Perche.
Camembert staat bekend om de Camembert, een schimmelkaas, die ervandaan komt. Er is ook een Camembertmuseum waar de geschiedenis en de productie van deze zachte kaas centraal staat.

## Geografie
De oppervlakte van Camembert bedraagt 10,2 km², de bevolkingsdichtheid is 17,0 inwoners per km².
De onderstaande kaart toont de ligging van Camembert (plaats) met de belangrijkste infrastructuur en aangrenzende gemeenten.

## Demografie
Onderstaande figuur toont het verloop van het inwonertal (bron: INSEE-tellingen).